# Hoces de Torralba - Río Piedra
Hoces de Torralba - Río Piedra este o arie protejată (arie specială de conservare — SAC, sit de importanță comunitară — SCI) din Spania întinsă pe o suprafață de 3.036,63 ha, integral pe uscat.

## Localizare
Centrul sitului Hoces de Torralba - Río Piedra este situat la coordonatele 41°01′21″N 1°41′42″W / 41.0224°N 1.69507°V.

## Înființare
Situl Hoces de Torralba - Río Piedra a fost declarat sit de importanță comunitară în iulie 2000 pentru a proteja 2 specii de plante și 2 specii de animale. Situl a fost protejat și ca arie specială de conservare în februarie 2021.

## Biodiversitate
Situată în ecoregiunea mediteraneană, aria protejată conține 8 habitate naturale: Matorral arborescenți cu Juniperus spp., Pante stâncoase calcaroase cu vegetație casmofită, Grohotișuri termofile și vest-mediteraneene, Păduri de Quercus ilex și Quercus rotundifolia, Pajiști alpine și subalpine calcaroase, Pseudostepă cu ierburi și specii anuale de Thero-Brachypodietea, Lande oro-mediteraneene cu formațiuni endemice de grozamă, Păduri endemice cu Juniperus spp..
La baza desemnării sitului se află mai multe specii protejate:
- plante (2): Apium repens, Marsilea strigosa
- mamifere (1): liliacul mic cu potcoavă (Rhinolophus hipposideros)
- pești (1): Parachondrostoma miegii

Pe lângă speciile protejate, pe teritoriul sitului au mai fost identificate 3 specii de plante, 22 de specii de păsări, 5 specii de amfibieni, 3 specii de mamifere, 3 specii de reptile.